# Santuario della Madonna delle Grazie (Arco, Italia)
Il santuario della Madonna delle Grazie è un santuario conventuale nella frazione di Ceole di Arco nel Basso Sarca in Trentino. Fa parte della zona pastorale di Riva e Ledro dell'arcidiocesi di Trento e risale al XV secolo.

## Storia
La prima pietra della chiesa e del convento a Ceole, dedicati alla Madonna delle Grazie, sembra sia stata posta attorno al 1478 e già tre anni dopo nel convento erano presenti i francescani. La costruzione, che era stata voluta dal conte Francesco d'Arco, venne ultimata attorno al 1490 e nel 1492 venne celebrata la sua prima consacrazione solenne.

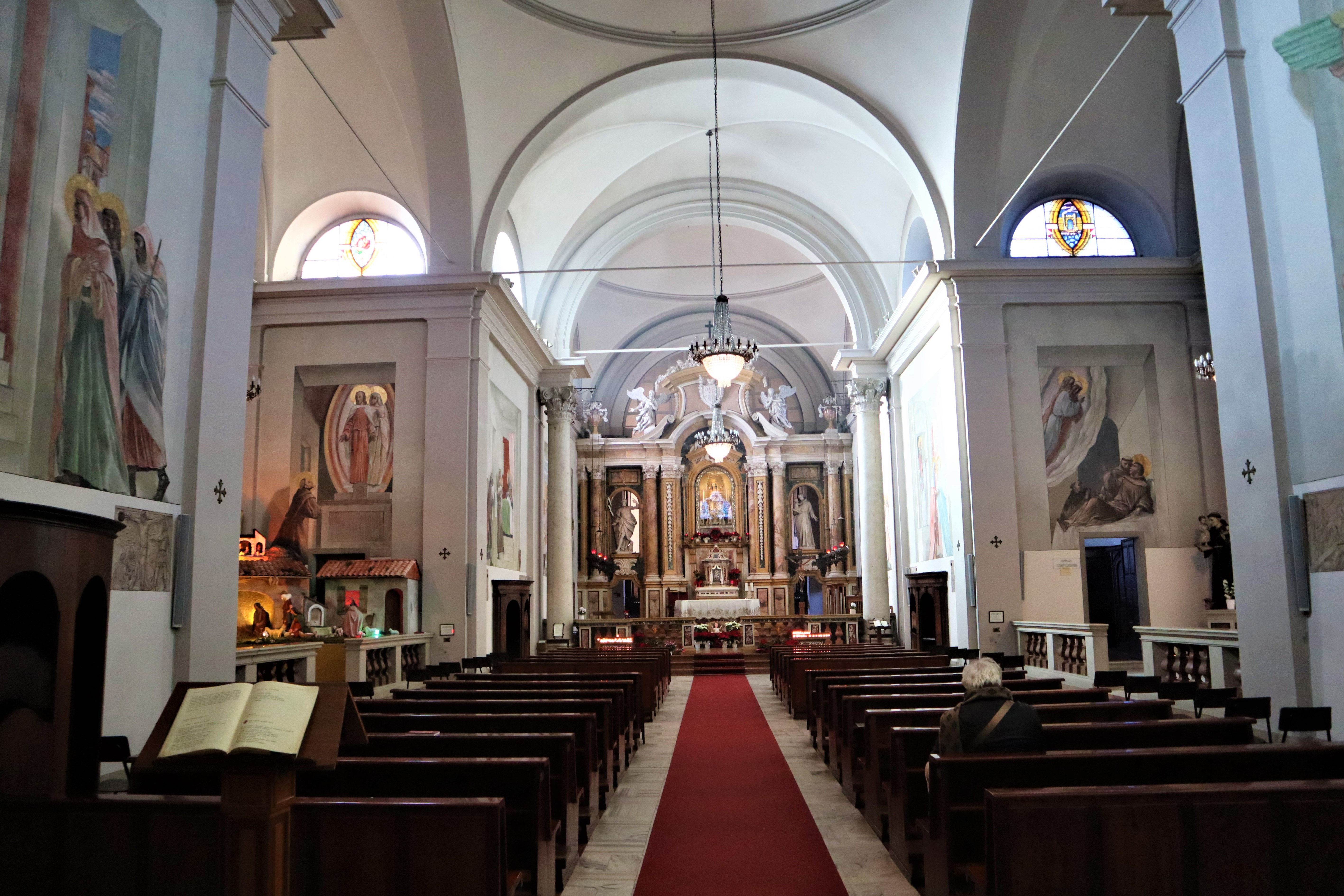
Interno del santuario della Madonna delle Grazie

L'11 giugno 1508 nei locali del convento venne firmata la tregua di tre anni tra Massimiliano I d'Asburgo, Luigi XII di Francia e la Repubblica di Venezia.
Durante il XVI secolo la sala della chiesa fu ampliata poi, nel 1675, fu ingrandita anche la parte del coro.
Con l'invasione delle truppe napoleoniche nei primi anni del XIX secolo il convento venne soppresso e solo con la restaurazione del 1815 venne ripristinata la situazione antecedente e la chiesa fu riaperta al culto. Attorno alla metà del secolo si procedette con la ricostruzione della copertura della chiesa e, pochi anni dopo, l'antico edificio sacro venne demolito e ricostruito. Rispetto alla chiesa primitiva la struttura principale del nuovo edificio rispettò le posizioni delle sue fondamenta e solo le cappelle laterali ebbero una posizione diversa. Tutta l'area del tempio venne innalzata di quasi tre metri per una maggiore protezione contro le possibili esondazioni del vicino torrente Bordellino.
Ultimati i lavori, nel 1869, il vescovo di Trento Benedetto Riccabona de Reichenfels celebrò la consacrazione con cerimonia solenne e l'anno dopo furono sistemati anche la scalinata ed il sagrato.
Nell'ultimo decennio del secolo la navata venne decorata con dipinti murali da Gaetano Degiacomi, che eseguì un ciclo dedicato alle storie della vita della Madonna.
All'inizio del XX secolo la torre campanaria venne sopraelevata, fu tinteggiata la facciata e la chiesa venne allacciata alla rete elettrica per la sua illuminazione. Subito dopo venne rifatta la pavimentazione della sala.
Dopo la riparazione dei danni causati dal primo conflitto mondiale, attorno al 1938, l'interno fu decorato con affreschi e graffiti, opera di Pino Casarini.
Nel secondo dopoguerra del XX secolo la facciata fu decorata con bassorilievi in cotto e venne installato il nuovo grande portone in bronzo. Negli anni sessanta la sala fu ripavimentata in marmo, fu installato un nuovo impianto di riscaldamento e gli interni vennero restaurati.
Il terremoto del 1976, che colpì anche la zona di Arco, provocò gravi danni e fu necessaria un'opera di restauro e consolidamento che iniziò nel 1977 fu realizzata in tempi brevi. Due anni dopo venne rinnovato il tetto della torre campanaria con un rivestimento in rame.

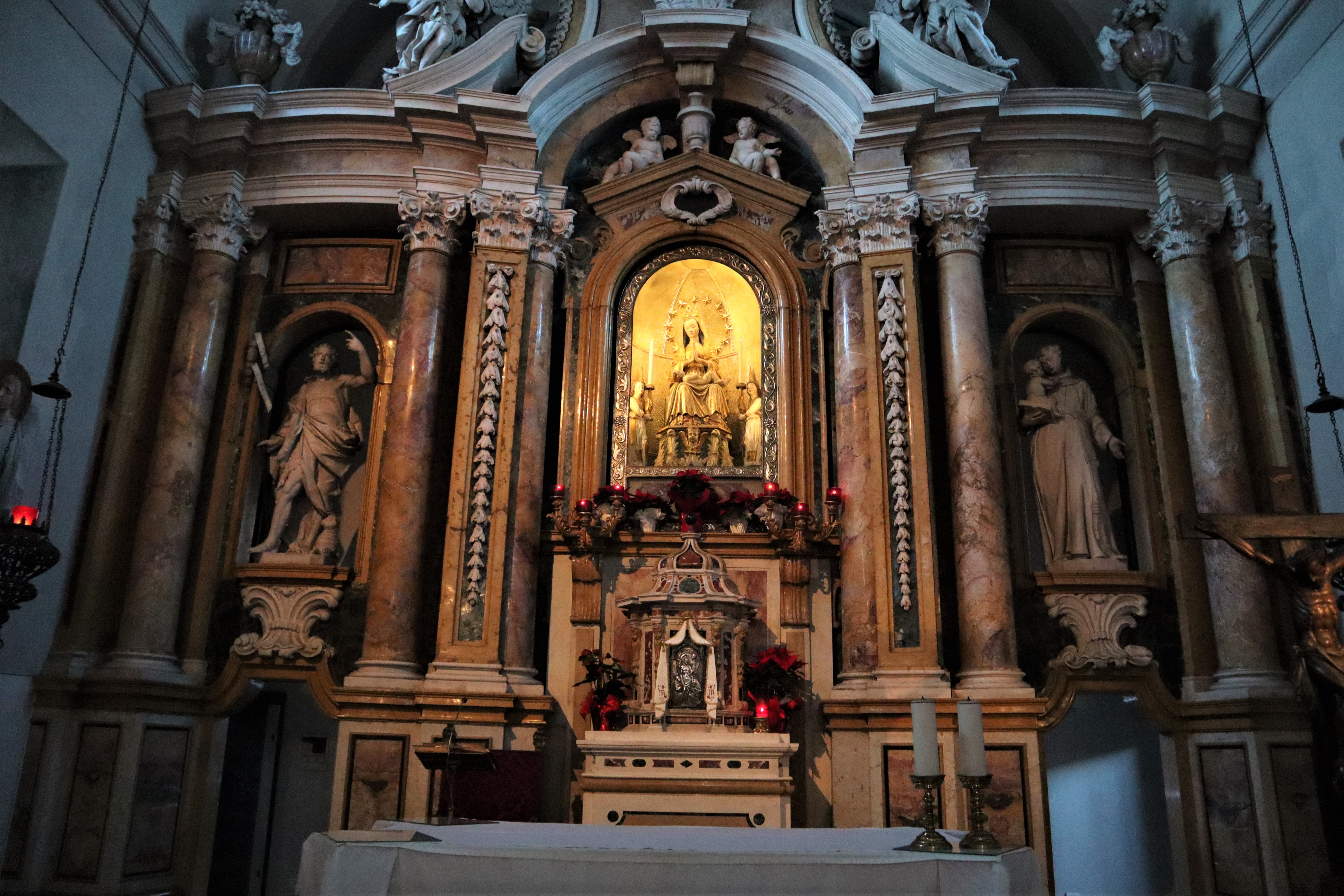
Altar maggiore, particolare.

Gli ultimi interventi conservativi si sono avuti negli anni ottanta e nel 2000, con lavori di tinteggiatura della facciata, l'elettrificazione del movimento delle campane ed il rinnovo di vari impianti.

## Descrizione

### Esterni
Riedificata in stile neoclassico la facciata della chiesa presenta salienti laterali e nella parte centrale quattro paraste in stile ionico reggono un ordine ridotto con al centro una grande finestra a semiluna e, in alto, il frontone.

### Interni
All'interno l'altare maggiore in marmo in stile barocco è opera di Giacomo e Cristoforo Benedetti di Castione, che realizzarono il progetto di Andrea Pozzo. Nella nicchia si conserva la scultura lignea Madonna in trono con Bambino, probabilmente di artista veronese.